# Miłki (gmina)
Miłki (daw. gmina Paprotki) – gmina wiejska w województwie warmińsko-mazurskim, w powiecie giżyckim. W latach 1975–1998 gmina położona była w województwie suwalskim.
Siedziba gminy to Miłki.
Według danych z 30 czerwca 2004 gminę zamieszkiwało 3839 osób. Natomiast według danych z 31 grudnia 2019 roku gminę zamieszkiwało 3722 osób.

## Struktura powierzchni
Według danych z roku 2002 gmina Miłki ma obszar 169,43 km², w tym:
- użytki rolne: 65%
- użytki leśne: 14%

Gmina stanowi 15,14% powierzchni powiatu.

## Demografia

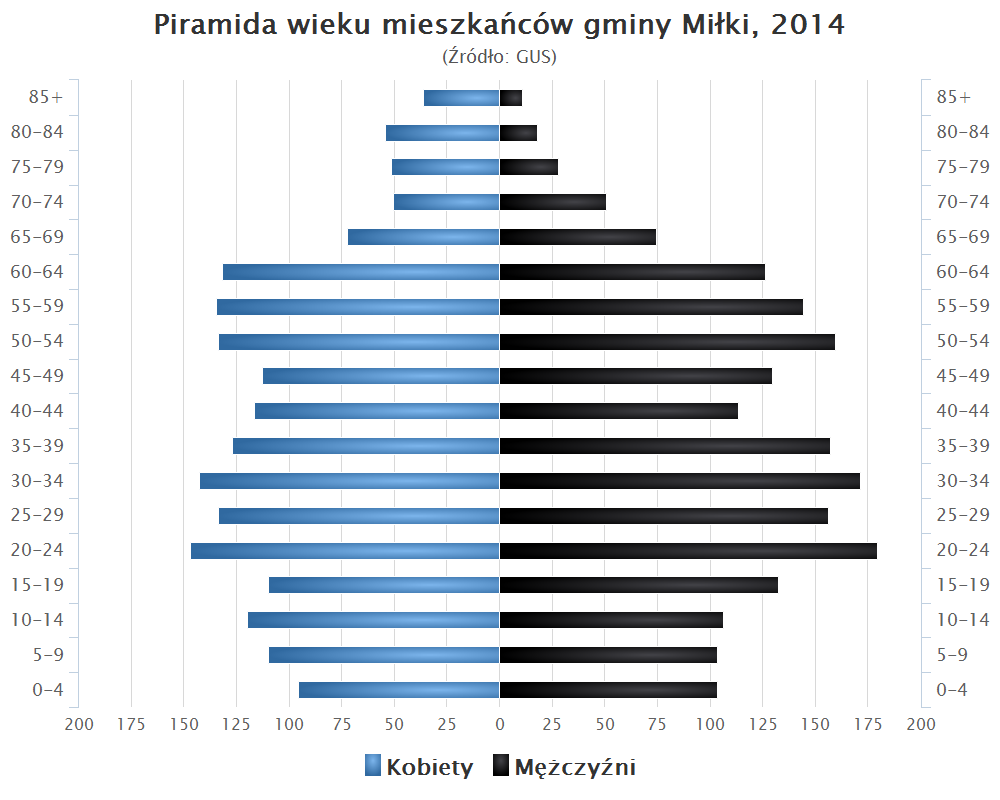
Piramida wieku mieszkańców gminy Miłki w 2014 roku

Dane z 30 czerwca 2004:
| Opis                              | Ogółem | Ogółem | Kobiety | Kobiety | Mężczyźni | Mężczyźni |
| --------------------------------- | ------ | ------ | ------- | ------- | --------- | --------- |
| jednostka                         | osób   | %      | osób    | %       | osób      | %         |
| populacja                         | 3839   | 100    | 1892    | 49,3    | 1947      | 50,7      |
| gęstość zaludnienia (mieszk./km²) | 22,7   | 22,7   | 11,2    | 11,2    | 11,5      | 11,5      |

### Ludność w latach
- 2006 - 4071[5]
- 2010 - 4018[6]
- 2014 - 3953[7]

## Sąsiednie gminy
Giżycko, Mikołajki, Orzysz, Ryn, Wydminy